# Чешки језик
Чешки језик (чеш. český jazyk или čeština) је језик из групе западнословенских језика и службени језик 10,5 милиона становника Чешке. Највећа чешка дијаспора је у САД (око 1,5 милиона), Бразилу (око 0,5 милиона), Канади (80 хиљада). У осталим земљама света број им не прелази пар десетина хиљада.
Језик је историјски познат као бохемски језик (лат. lingua Bohemica).
Најближи језик чешком је словачки језик. Говорници ова два језика се међусобно потпуно разумеју.
Специфичност данашњега чешког језика је постојање јасне разлике између писаног (spisovný jazyk) и говорног језика (obecná čeština) који се користи у неслужбеној и полуслужбеној усменој комуникацији.

## 3166.
Ознаке чешког језика, према стандарду за означавање језика (ISO 639) су:
- Двословна ознака (према ISO 639-1):
- Трословна ознака (према ISO 639-2):  или
- Трословна ознака (према ISO 639-3):

## Абецеда
| !A a!!Á á!!B b!!C c!!Č č!!D d!!Ď ď!!E e!!É é!!Ě ě!!F f   |          |              |            |            |     |                  |                |          |                 |    |
| á                                                        | dlouhé á | bé           | cé         | čé         | dé  | ďé               | é              | dlouhé é | ije, é s háčkem | ef |
| /                                                        | /        | /            | /          | /          | /   | /                | /              | /        | /, /            | /  |
| !G g!!H h!!Ch ch!!I i!!Í í!!J j!!K k!!L l!!M m!!N n!!Ň ň |          |              |            |            |     |                  |                |          |                 |    |
| gé                                                       | há       | chá          | í, měkké í | dlouhé í   | jé  | ká               | el             | em       | en              | eň |
| /                                                        | /        | /            | /          | /          | /   | /                | /              | /        | /               | /  |
| !O o!!Ó ó!!P p!!Q q!!R r!!Ř ř!!S s!!Š š!!T t!!Ť ť!!      |          |              |            |            |     |                  |                |          |                 |    |
| ó                                                        | dlouhé ó | pé           | kvé        | er         | eř  | es               | eš             | té       | ťé              |    |
| /                                                        | /        | /            | /          | /          | /   | /                | /              | /        | /               |    |
| !U u!!Ú ú!!Ů ů!!V v!!W w!!X x!!Y y!!Ý ý!!Z z!!Ž ž!!      |          |              |            |            |     |                  |                |          |                 |    |
| ú                                                        | dlouhé ú | ů s kroužkem | vé         | dvojité vé | iks | ypsilon, tvrdé ý | dlouhé ypsilon | zet      | žet             |    |
| /                                                        | /        | /            | /          | /          | /   | /                | /              | /        | /               |    |

## Основне речи
| Реч          | Превод | фонетска транскрипција |
| ------------ | ------ | ---------------------- |
| земља        |        |                        |
| небо         |        |                        |
| вода         |        |                        |
| ватра (огањ) |        |                        |
| мушкарац     |        |                        |
| жена         |        |                        |
| јести        |        |                        |
| пити         |        |                        |
| велики       |        |                        |
| мали         |        |                        |
| ноћ          |        |                        |
| дан          |        |                        |
| добар дан    |        |                        |
| добро вече   |        |                        |
| лаку ноћ     |        |                        |
| хвала        |        |                        |
| здраво       |        |                        |

### Основне речи и реченице на чешком језику
- -Zdravím tě, Nazdar,Čau, Ahoj,-(/Zdravim će, Nazdar,Čau, Ahoj!/) - Здраво, Ћао!
- -Vítáme Vás, Vítejte-(/Vitame Vas, Vitejte!/) -Добродошли
- - Jak se máš?-(/Јаk si? Jak se maš?/) - Како си?
- -Co děláš?-(/Co djelaš?/) - Шта радиш?
- -Jak se jmneuješ?-(/Jak se jmenuješ?/) - Како се зовеш?
- -Odkud jsi? Jsem z... (/Odkud jsi? Jsem z.../) - Одакле си? Ја сам из..
- -Těší mě!-(/Tješi mnje!/) - Драги ми је!
- -Dobré ráno!-(/Dobre rano!/) - Добро јутро!
- -Dobrý den!-(/Dobri den!/) - Добар Дан!
- -Dobrý večer!-(/Dobri večer!/) - Добро вече!
- -Dobrou noc!-(/Dobrou noc!/) – Лаку Ноћ!
- -Šťastné-(/Stjastne!/) - Срећно!
- -Chybíš mi!-(/Hibiš mi!/) –Фалиш ми!
- -Dobrou chuť!-(/Dobrou hutj!/) - Пријатно!
- -Na zdraví-(/Na zdravi! /) - Живели!
- -Na zdraví-(/Na zdravi!/) – На здравље!
- -Možná-(/Možna/) – Можда
- -Ano-(/Ano/) – Да!
- -Ne-(/Ne/) – Не!
- -Vím (/Vim/) – Знам
- -Ne vím-(/Ne vim/) – Не знам
- -Promiň -(/Prominj/) – Извини!
- -Prosím vás-(/Prosim vas/) – Молим вас!
- -Rozumím-(/Rozumim/) –Разумем!
- -Ne rozumím-(/Ne rozumim/) –не разумем!
- -Mluvíte český?-(/Mluvite česki?/) – Причате чешки?
- -Ano, trochu-(/Ano, trohu/) –Да, мало
- -Ne, ne mluvím-(/Ne, ne mluvim/) – Не, не причам
- -Prosím vás mluvte pomaleji-(/Prosim vas mluvte pomaleji/) –Говорите спорије молим вас
- -Jak se český řekně?-(/Jak se česki ržekne?../) – Како се чешки каже?..
- -Děkuji (/Djekuji!/) - Хвала!
- -Děkuji moc krásně!/ Děkuji moc pěkně!-(/Djekuji moc krasnje!,Djekuji moc pjeknje!/) –Хвала веома лепо!
- -Děkuji pekně/Děkuji krásně-(/Djekuji peknje!,Djekuji krasnje!/) –Хвала лепо!
- -Není zač! Za málo-(/Nenji zač!/Za malo!) – Нема на чему!
- -Milují tě!-(/Miluji tje!/) - Волим те!
- -Kde je prosím záchod/wc?-(/Gde je prosim zahod/wc?/) - Gde  je molim vas wc?
- -Chodíš sem často? (/Hodjiš sem často?/) - Долазиш овамо често?
- -Kolik to stojí?-(/Kolik to stoji/) - Koliko to košta?
- -Jeďte/Přijďte-(/Jedjte/Prijdjte) –Идите/Дођите
- -Brzy se uzdrav!-(/Brzi se uzdrav!/)- Брзо оздрави!
- -Nechaj me!-(/Nehaj me/)- Остави ме!
- -Ať se líbí!-(/Aatj se libi/)-Nek ti se svidi
- -Pusť mě!-(/Pust mje!/) - Пустите ме!
- -Odpusťte mi to!-(/Odpust mi to! /) –Опростите ми!
- -Šťastný Nový Rok!-(/Štjastni Novi Rok!/) –sretna nova godina
- št'astné Vánoce!-(/Štjastne Vanoce!/) - Srećan Božić!
- -Veselá Štědrá Večer a Šťastné Vánoce!-(/Vesela Šdjedra Večer a Štjastne Vanoce!/) – Весело Бадње Вече и Срећан Божић!
- -Šťastné a Veselé Velikonoce!-(/Štjastne a Vesele Velikonoce /) – Срећан и Весео Ускрс!
- -Všechno nejlepší k narozeninám!!-(/Všehno nejlepši k narozenjinam!/) –sve najlepše za rođendan,
- -Šťastný Svátek a prázdniny!-(/Štjastni Svátek a prazdnjini/) – Срећни празници!
- -Blahopřejem!/Gratulují!-(/Blahopržejem, Gratuluji/) – Честитам!
- -Můj respekt-(/Muj respekt/) – С поштовањем, Моје поштовање
- -Jeden jazyk nikdy nestačí-(/Jeden jazik njigdi nestači/) –Један језик никада није доста

### Називи месеца
Чешки језик користи називе месеца који су различити од српског језика, а слични хрватском језику.
| Srpski    | Češki | Hrvatski |
| --------- | ----- | -------- |
| Јануар    |       | Siječanj |
| Фебруар   |       | Veljača  |
| Март      |       | Ožujak   |
| Април     |       | Travanj  |
| Мај       |       | Svibanj  |
| Јун       |       | Lipanj   |
| Јул       |       | Srpanj   |
| Август    |       | Kolovoz  |
| Септембар |       | Rujan    |
| Октобар   |       | Listopad |
| Новембар  |       | Studeni  |
| Децембар  |       | Prosinac |

### Падежи
Чешки језик има седам падежа, исто као и српски језик. Речи имају сличне наставке.
| Падеж        | Српски | Чешки |
| ------------ | ------ | ----- |
| Номинатив    | Петар  |       |
| Генитив      | Петра  |       |
| Датив        | Петру  |       |
| Акузатив     | Петра  |       |
| Вокатив      | Петре  |       |
| Локатив      | Петру  |       |
| Инструментал | Петром |       |

## Речи чешког порекла у другим језицима
- кварк
- пиштољ
- робот
- трабант
- душек
- трафика

## Чешки језик као мањински и Европска повеља о регионалним или мањинским језицима
Чешки језик је кроз ратификацију Европске повеље о регионалним или мањинским језицима препознат као мањински у чак 6 држава Европе: Аустрија, Босна и Херцеговина, Хрватска, Пољска, Румунија и Словачка.
У Србији чешки језик није заштићен Европском повељом, пошто је Србија није ратификовала за чешки, али он има статус у складу за домаћим законима и службени је језик у Општини Бела Црква, у Војводини.

### Чешки језик у Србији
Чешки језик је у Србији у службеној употреби само у општини на крајњем истоку Војводине - у Белој Цркви.
Чешки језик се у Србији од установа чији је оснивач држава изучава на Филолошком факултету у Београду, а од пре неколико година се учи и 4 државне основне школе у Јужнобанатском округу: 3 у општини Бела Црква и једној школи у суседној Општини Ковин.
Осим тога, у организацији Јужноморавског краја чешки језик се факултативно учи и у Другој крагујевачкој гимназији, а у чешким удружењима у региону Јужног Баната већ годинама делује учитељ чешког, кога је изаслала Чешка Република. Од пролећа 2017. чешки језик се учи и на курсу у београдском Чешком дому, чиме је на неки начин обновљен рад чешке школе која је до 60-тих година деловала у Београду у Чешком дому и у којој се целокупна настава одвијала на чешком.